# Taraganj
Taraganj är ett underdistrikt i Bangladesh. Det ligger i den norra delen av landet, 270 km nordväst om huvudstaden Dhaka.
Trakten runt Taraganj består till största delen av jordbruksmark. Runt Taraganj är det tätbefolkat, med 849 invånare per kvadratkilometer.